# Benelux Cup 1958-1959
La Benelux cup 1958-1959 (Benelux-beker in olandese), conosciuta anche come Coppa dell'Amicizia 1958-1959 (Benelux Friendship Cup in inglese, Vriendschapsbeker in olandese, Coupe de l'Amitié in francese e Freundschaftspokal in tedesco) è stata la seconda edizione della Benelux Cup ed è stata vinta dal Feyenoord (al suo secondo titolo) che ha battuto in finale il Sedan.
Per la prima volta hanno partecipato squadre fuori dal Benelux.

## Squadre partecipanti
| Nazione        | Squadre            | Nel 1957-58              | Note                                              |
| -------------- | ------------------ | ------------------------ | ------------------------------------------------- |
| Paesi Bassi    | PSV                | 10º in Eredivisie        |                                                   |
| Paesi Bassi    | Feyenoord          | 11º in Eredivisie        | Vincitrice della Benelux Cup nell'anno precedente |
| Belgio         | Beerschot          | 4º in Division I         |                                                   |
| Belgio         | Anderlecht         | 5º in Division I         |                                                   |
| Lussemburgo    | Jeunesse Esch      | 1º in Division d'Honneur |                                                   |
| Lussemburgo    | Spora Luxembourg   | 5º in Division d'Honneur |                                                   |
| Germania Ovest | Colonia            | 2º in Oberliga West      |                                                   |
| Germania Ovest | Fortuna Düsseldorf | 9º in Oberliga West      |                                                   |
| Francia        | Sedan              | 5º in Division 1         |                                                   |
| Francia        | RC France          | 9º in Division 1         |                                                   |

## Risultati

### Turno preliminare
| Squadra 1          | Totale | Squadra 2        | Gara 1 | Gara 2 | Gara 3 |
| ------------------ | ------ | ---------------- | ------ | ------ | ------ |
| Fortuna Düsseldorf | 4 - 7  | PSV              | 1 - 5  | 3 - 2  |        |
| Sedan              | ? - ?  | Spora Luxembourg | ? - ?  | 3 - 0  |        |

### Primo turno
| Squadra 1  | Totale | Squadra 2     | Gara 1 | Gara 2 | Gara 3 |
| ---------- | ------ | ------------- | ------ | ------ | ------ |
| PSV        | 5 - 8  | Sedan         | 2 - 0  | 1 - 3  | 2 - 5  |
| Beerschot  | ? - ?  | RC France     | 3 - 0  | ? - ?  |        |
| Feyenoord  | 2 - 9  | Colonia       | 2 - 5  | 0 - 4  |        |
| Anderlecht | ? - ?  | Jeunesse Esch | ? - ?  | ? - ?  |        |

### Semifinali
Gare in programma il 15 maggio 1959. Anderlecht-Sedan non è stata disputata poiché molti giocatori belgi erano impegnati con la nazionale nelle amichevoli contro Santos e Corinthians. Il Colonia non ha trovato una data disponibile per la gara contro il Beerschot, quindi gli organizzatori lo hanno escluso dalla competizione e ripescato il Feyenoord.
| Squadra 1  | Risultato | Squadra 2 |
| ---------- | --------- | --------- |
| Anderlecht | nd        | Sedan     |
| Feyenoord  | 4 - 3     | Beerschot |

### Finale
| Rotterdam 18 giugno 1959 Finale | Feyenoord | 4 – 2 | Sedan | de Kuip |